# Lesbra graueri
Lesbra graueri là một loài bọ cánh cứng trong họ Cerambycidae.